# 名港線
名港線（日语：／ Meikō sen */?）為連接從日本愛知縣名古屋市中區之金山站往同市內港區之名古屋港站之名古屋市營地下鐵的路線。正式名稱為名古屋市高速度鐵道第2號線，「名港線」此一暱稱指的是本路線中之一部分。本路線顏色採用底色為紫色加上白色橫條紋（〓）的方式來呈現。
所有的車站均可使用manaca（於2011年2月11日引進使用）與Tranpass票卡（於2012年2月29日停止使用）進出。

## 概要
本路線是以東海旅客鐵道（JR東海）及名古屋鐵道（名鐵）等設有總站之金山車站為首，並連接至名古屋港的路線為主。
在金山車站部分，除了上述各路線之外，並有連接了名古屋市中心，直通往名古屋市營地下鐵名城線之榮站、大曾根站等主要車站。也有從新瑞橋車站方向來的名城線通往金山車站。

### 路線資料
- 路線距離（營業距離）：2號線　金山－名古屋港間 6.0公里
- 軌距：1435毫米
- 站數：7個（包括起終點站）
- 複線路段：全線
- 電氣化路段：全線（直流600V、第三軌供電）
- 閉塞方式：車內信號式
- 最高速度：65公里/小時

## 營運型態
基本上列車的運行狀態是直通名城線，採以名古屋港車站至大曾根車站之間往返運行模式。在上下班等的尖峰時段時，也加開直通往名城線大曾根車站以東的各車站。另外，在清晨與夜間時段，則單為名古屋港車站至金山車站之間的往返運行模式（車廂外部之目的地標示牌顯示為「金山（於名城線金山車站換乘）」）。
車班間隔則是不論平日或假日，白天時段為每隔10分鐘一班。

## 車站列表
- 所有車站都位於愛知縣名古屋市。
- 金山站－日比野站間通過中川區，但不設站。

| 車站編號 | 中文站名                | 日文站名 | 英文站名 | 站間 距離 | 營業 距離 | 接續路線 | 所在地 |
| -------- | ----------------------- | -------- | -------- | --------- | --------- | --- | ------ |
|          |                         |          |          |           |           | |        |
| E01      | 金山                    |          |          | -         | 0.0       | 名古屋市營地下鐵： 名城線（M01）（大曾根方向直通運行） 東海旅客鐵道： 東海道本線、 中央本線 名古屋鐵道： 名古屋本線（NH34） | 中區   |
| E02      | 日比野 （中央卸賣市場） |          |          | 1.5       | 1.5       | | 熱田區 |
| E03      | 六番町                  |          |          | 1.1       | 2.6       | | 熱田區 |
| E04      | 東海通                  |          |          | 1.2       | 3.8       | | 港區   |
| E05      | 港區役所                |          |          | 0.8       | 4.6       | | 港區   |
| E06      | 築地口                  |          |          | 0.8       | 5.4       | | 港區   |
| E07      | 名古屋港                |          |          | 0.6       | 6.0       | | 港區   |